# Hongrie aux Jeux olympiques d'hiver de 2006
Cet article contient des informations sur la participation et les résultats de la Hongrie aux Jeux olympiques d'hiver de 2006 à Turin en Italie. Elle était représentée par 21 athlètes.

## Médailles
|         | Médaille d'or | Médaille d'argent | Médaille de bronze | Total |
| ------- | ------------- | ----------------- | ------------------ | ----- |
| Hongrie | 0             | 0                 | 0                  | 0     |

## Épreuves

### Biathlon
- Zsofia Gottschall
- Imre Tagscherer

### Bobsleigh
- Marton Gyulai
- Gergely Daniel Horvath
- Zsolt Istvan Kurtosi
- Tamas Margl
- Bertalan Pinter

### Patinage artistique
Hommes
- Zoltan Toth

Femmes
- Viktoria Pavuk
- Júlia Sebestyén

Danse sur glace
- Attila Elek et Nóra Hoffmann

### Patinage de vitesse
- Agota Toth

### Short-track
- Peter Darazs
- Rozsa Darazs
- Erika Huszar
- Viktor Knoch

### Ski alpin
- Attila Marosi
- Reka Tuss

### Ski de fond
- Leila Gyenesei
- Zoltan Tagscherer